# Fingon
Fingon es un personaje ficticio que forma parte del legendarium creado por el escritor británico J. R. R. Tolkien y que aparece en su novela póstuma El Silmarillion. Es un elfo, tercer Rey Supremo de los Noldor durante su exilio en Beleriand, hijo de Fingolfin y Anairë, tuvo como hermanos a Turgon, Aredhel y Argon.
Su nombre es una traducción al sindarin del quenya Findekáno, que significa ‘héroe hábil’.  

## Historia ficticia
Según la versión publicada en El Silmarillion tuvo un hijo llamado Ereinion, conocido posteriormente Gil-Galad (según otras versiones de la historia, Gil-Galad fue descendiente de Finarfin y no de Fingon).
Fingon fue uno de los Noldor que persiguieron a Morgoth a la Tierra Media cuando este robó los Silmarils, siguiendo a la hueste de su padre Fingolfin por el largo camino atravesando el Helcaraxë. 
Allí, reclamó para sí Dor-lómin, en Beleriand, y luchó valientemente durante la guerra de las Joyas.
Con la ayuda del águila Thorondor rescató a Maedhros de su prisión en las altas torres del Thangorodrim; por este hecho ganó gran renombre entre los elfos. Además, también fue el primero en combatir y rechazar a Glaurung el Dorado. Al morir su padre el Rey Fingolfin en la Dagor Bragollach, Fingon fue nombrado rey supremo de los Noldor en la tierra media.
Murió a manos de Gothmog, el señor de los balrogs, en la Nírnaeth Arnoediad, la «Batalla de las Lágrimas Innumerables». Debido a la corta edad de su hijo, fue sucedido por su hermano Turgon.
| Predecesor: Fingolfin | Rey Supremo de los Noldor 456 - 472 P. E. | Sucesor: Turgon |

- Datos: Q1637341
- Multimedia: Middle-earth Elves / Q1637341